# Wolfgang Beck (Dramaturg)
Wolfgang Beck (* 26. April 1933 in Reichenberg; † 20. März 1994 in Berlin) war ein deutscher Dramaturg und Hörspielautor.

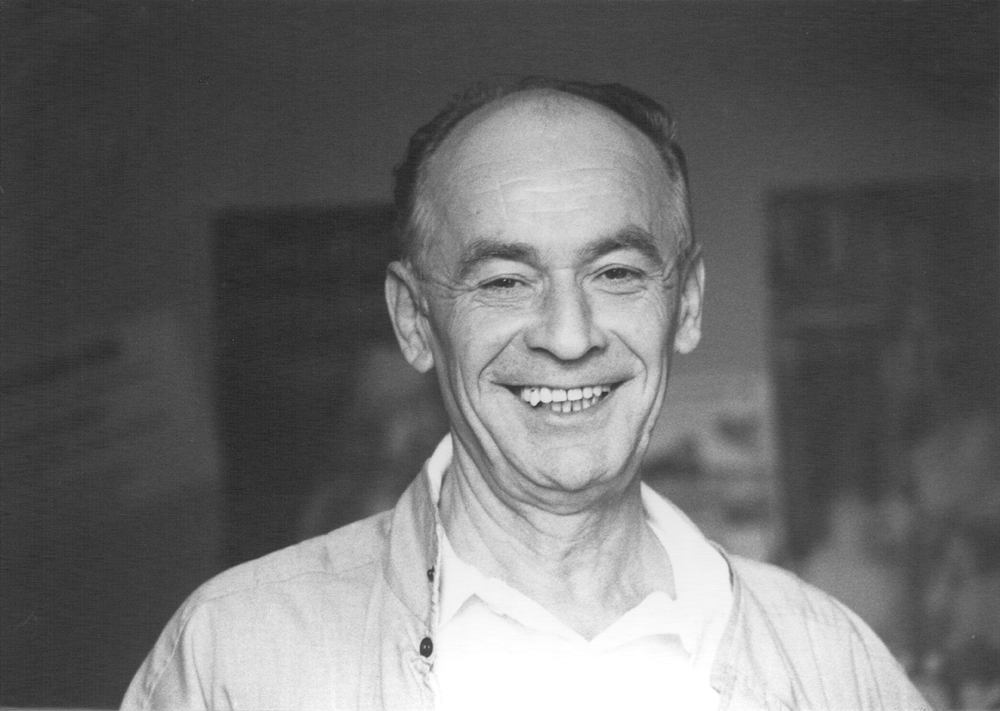
Wolfgang Beck, 1991 im Funkhaus Nalepastraße auf einer Porträtaufnahme des Berliner Hörspiel-Fotografen Werner Bethsold

## Leben und Wirken
Nach einem Studium der Germanistik und Theaterwissenschaften an der Humboldt-Universität zu Berlin begann Wolfgang Beck 1956 eine Tätigkeit als Hörspieldramaturg beim Rundfunk der DDR. Zu den Autoren, mit denen er über 35 Jahre lang Hörspiele entwickelte, gehörten Manfred Bieler, Joachim Goll, Gerhard Rentzsch, Günther Rücker, Wolfgang Kohlhaase, Brigitte Hähnel, Jochen Hauser, Friedbert Stöcker, Wolfgang Ret, Irene Knoll, Thomas Fritz, Angela Krauß.
Europaweite Bekanntheit erlangte die auch als Bühnenstück viel gespielte Kriminalkomödie Fisch zu viert von Rita Zimmer und Wolfgang Kohlhaase, die ihre Premiere unter Wolfgang Becks Dramaturgie im August 1968 als Hörspiel beim Rundfunk der DDR erlebte. Beck entwickelte und betreute von 1977 bis 1991 innerhalb des DDR-Hörspiel-Preises die Umfrage Was mir am besten gefiel! für den alljährlichen Hörerpreis. Für die Zentrale Ausbildungsstätte der Studiotechnik Rundfunk im vormaligen Funkhaus Grünau gab Wolfgang Beck über lange Jahre spezielle Kurse dramaturgischen Unterrichts für die Praxis im Hörspiel- und Wortaufnahmestudio.
Das von Wolfgang Beck betreute Hörspiel Fragen an ein Foto von Wolfgang Kohlhaase (1969) wurde 1976 von Konrad Wolf unter dem Titel Mama, ich lebe bei der DEFA verfilmt, die Beck als dramaturgischen Berater für diesen Kinofilm hinzuzog. Für das Nachtprogramm des Berliner Rundfunks gestaltete er am 29. Juli 1997 unter dem Titel Hörspiel – vorwiegend heiter eine mehrstündige Hörspielnacht mit Komödien und unterhaltsamen Hörspielen. Zu den größten Erfolgen Wolfgang Becks gehört der „Prix Italia for drama“, den das unter seiner Dramaturgie entstandene Hörspiel Die Grünstein-Variante von Wolfgang Kohlhaase 1977 in Venedig erhielt.

## Zitat
„Und seit damals (seit der Arbeit an Fisch zu viert) weiß ich, dass er auf eine Weise – die sich mir durch ihn wie bei keinem anderen so eingeprägt hat –,  Autoren dazu verhilft, mit sich selbst befreundet zu sein. Das heißt, er macht Dir Lust auf das, was Du eigentlich schreiben solltest oder schreiben könntest. Er macht das auf eine sehr selbstlose Weise. Er gibt einem das schöne Gefühl, dass das sinnvoll ist, was man da macht. Er ist ein meiner Erinnerung ein nobler und kenntnisreicher und sozusagen auch den Umgang mit Menschen, sprich – in Klammern - Schriftstellern, permanent verfeinert habender Mensch. (…) Beck konnte sich ja immer sehr freuen an der Merkwürdigkeit, an der Neuigkeit, an einer Nachricht ... Lange bevor es ein Hörspiel wurde, freute er sich eben an einem Vorgang, an einem Menschen, an einem Satz. Er liebte eben Wirklichkeit da, wo sie sich verwandelt in Poesie.“

## Hörspiele und Hörspielbearbeitungen (Auswahl)
- So eine Liebe nach Pavel Kohout (1958)
- Erich währt am längsten (zusammen mit Walter Karl Schweikert 1960)
- Zwei Ärzte von Hans Pfeiffer (1960)
- Der schwarze Schacht von Albert Maltz (1961)
- Tolles Geld von Alexander Nikolajewitsch Ostrowski (1962)
- Der zerbrochene Krug von Heinrich von Kleist (1962)
- Egmont von Johann Wolfgang von Goethe (1963)
- Madame Legros nach Heinrich Mann (1963)
- ZOO oder Der menschenfreundliche Mörder von Vercors (1965)
- Krieg und Frieden – 12 Teile nach Lew Nikolajewitsch Tolstoi (zusammen mit Peter Goslicki 1967/68)
- Die Tage der Commune von Bertolt Brecht (1970)
- Portrait einer dicken Frau von Günther Rücker (1971)
- Die Jugend des Königs Henri Quatre – 2 Teile nach Heinrich Mann (zusammen mit Alfred Schrader 1971)
- Die Vollendung des Königs Henri Quatre – 3 Teile nach Heinrich Mann (zusammen mit Alfred Schrader 1971)
- Das Foto (1973)
- Die Schwebebahn nach Georges Courteline (1973)
- Der Stammgast nach Georges Courteline (1973)
- Jakob der Lügner nach Jurek Becker (1973)
- Feuer aus den Kesseln von Ernst Toller (1977)
- Dero ergebenster Lessing (1978)
- Der Mann, der Hadleyburg korrumpierte (1980) nach Mark Twain
- …in weiteren Rollen: Georg Helge (zusammen mit Matthias Thalheim) – Funkhaus Berlin 1991

## Film
- Mama, ich lebe (1976), Regie: Konrad Wolf, Dramaturgie: Wolfgang Beck, Günter Klein, Klaus Wischnewski und Dieter Wolf

## Buch
- Nachbemerkung zu Die achte Trübsaal von Manfred Bieler in: hörspieljahrbuch 1, Henschelverlag Berlin 1961, S. 128f
- Nachbemerkung zu Mordsache Brisson von G. Koch/ M. Uhlmann in Hörspiele 2, Henschelverlag Berlin 1962, S. 105–109
- Nachbemerkung zu Nachtzug von Gerhard Rentzsch in Hörspiele 3, Henschelverlag Berlin 1963, S. 156–160
- Nachbemerkung zu Geschichte eines Mantels von Gerhard Rentzsch, in Hörspiele 4, Henschelverlag Berlin 1964, S. 153–157
- Nachbemerkung zu Das Verhör des Lukullus von Bertolt Brecht in Hörspiele 7, Henschelverlag Berlin 1967, S. 32–35
- Nachbemerkung zu Fisch zu viert von Wolfgang Kohlhaase und Rita Zimmer in Hörspiele 9, Henschelverlag Berlin 1969, S. 146–148
- Nachbemerkung zu Fragen an ein Foto von Wolfgang Kohlhaase in Hörspiele 10, Henschelverlag Berlin 1970, S. 43–45
- Brecht und der Rundfunk, Ausschnitte aus einer Sendung mit Elisabeth Hauptmann, Maximilian Scheer u. Peter Gugisch. In: Beiträge z. Geschichte d. Rundf. 12/ 1978, 2, S. 26–38
- Vorwort zu: Jazz am Grab. Hörspiele, Henschelverlag Berlin 1983, S. 7–17

## Preise
- Kunstpreis des FDGB 1971 (zusammen mit Gerhard Rentzsch) für den Hörspiel-Roman Das Amulett (6 Teile).
- „Prix Italia for radio drama 1977“ für: Die Grünstein-Variante von Wolfgang Kohlhaase, Regie: Günther Rücker und Barbara Plensat, Dramaturgie: Wolfgang Beck, Rundfunk der DDR 1976.
- Nationalpreis der DDR II. Klasse für Kunst und Literatur 1978 im Kollektiv mit Peter Goslicki, Jochen Hauser, Ruth Hildebrandt, Siegfried Pfaff und Christa Vetter
- Slabbesz am Bande der ORF-Hörspieltage in Rust/ Burgenland, 1992 für ...in weiteren Rollen: Georg Helge (zusammen mit Matthias Thalheim)